# Callistemon
Callistemon és un gènere d'arbusts o arbres de la família de les Mirtàcies. Comprèn 74 espècies descrites i, d'aquestes, només 37 acceptades.
Els callistemons són arbres o arbustos perennes amb l'escorça esquerdada i amb les fulles sempre alternes i enteres. Però el més espectacular dels callistemons són les seves flors, o més ben dit, les seves inflorescències, l'estructura que agrupa les flors. Es tracta d'un conjunt de flors agrupades en forma d'espiga gairebé a l'extrem de la tija. El que fa més vistosa tota la inflorescència no són els pètals, com cabria esperar, sinó la part masculina de la flor, l'androceu, format per nombrosos estams lliures molt més llargs que els pètals, de color vermell molt vistós, o a vegades blanc, verd o groc. L'aparença d'aquesta inflorescència recorda un raspall neteja tubs, d'aquí que comunament se l'anomeni així. L'eix de la inflorescència segueix creixent després d'haver florit formant una nova tija amb fulles. És per això que quan aquestes inflorescències donen lloc al fruit, trobem un grup de càpsules llenyoses voltejant la tija que persisteixen durant uns quants anys. Poden confondre's amb les espècies del gènere Melaleuca, que també tenen les inflorescències en forma de "neteja tubs"; per diferenciar-les cal observar els estams amb la lupa. Fins i tot a vegades s'han considerat sinònims ambdós gèneres.
Creixen en sòls humits, bruguerars o sorrals costaners, normalment associats a les Banksies, a la costa sud-est d'Austràlia, essent endèmics d'allà. Algunes espècies es cultiven arreu del món per les seves flors vistoses. El seu ambient natural és prop de la costa i aiguamolls. És la font del compost químic leptosmermona, component del conegut herbicida anomenat "Calisto".

## Taxonomia
El gènere va ser descrit per Robert Brown i publicat a A Voyage to Terra Australis 2(App. 3): 547. 1814. L'espècie tipus és: Callistemon rigidus R.Br.

### Etimologia
Callistemon: nom genèric que prové del grec, i significa "d'estams bells", fent al·lusió a l'espectacularitat de les seves inflorescències.

## Espècies acceptades
A continuació hi ha una llista de les espècies del gènere Callistemon acceptades fins a abril del 2013, ordenades alfabèticament:
- Callistemon acuminatus Cheel
- Callistemon brachyandrus Lindl.
- Callistemon chisholmii Cheel
- Callistemon citrinus (Curtis) Skeels
- Callistemon coccineus F. Muell.
- Callistemon comboynensis Cheel
- Callistemon flavovirens (Cheel) Cheel
- Callistemon formosus S.T.Blake
- Callistemon forresterae Molyneux
- Callistemon genofluvialis Molyneux
- Callistemon kenmorrisonii Molyneux
- Callistemon lanceolatus (Sm.) Sweet
- Callistemon linearifolius (Link) DC.
- Callistemon linearis (Schrad. & J.C.Wendl.) Colv. ex Sweet
- Callistemon macropunctatus (Dum.Cours.) Court +
- Callistemon montanus C. T. White ex S. T. Blake
- Callistemon nyallingensis Molyneux
- Callistemon pachyphyllus Cheel +
- Callistemon pallidus (Bonpl.) DC.
- Callistemon pauciflorus R.D.Spencer & Lumley
- Callistemon pearsonii R.D.Spencer & Lumley
- Callistemon phoeniceus Lindl.
- Callistemon pinifolius (J.C.Wendl.) Sweet
- Callistemon pityoides F. Muell.
- Callistemon polandii F.M.Bailey
- Callistemon pungens Lumley and R.D.Spencer
- Callistemon recurvus R.D.Spencer & Lumley
- Callistemon rigidus R. Br.
- Callistemon salignus (Sm.) Colv. ex Sweet +
- Callistemon shiressii Blakely
- Callistemon sieberi DC.
- Callistemon speciosus (Sims) Sweet
- Callistemon subulatus Cheel
- Callistemon teretifolius F. Muell.
- Callistemon viminalis (Sol. ex Gaertn.) G. Don
- Callistemon viridiflorus (Sieber ex Sims) Sweet
- Callistemon wimmerensis Marriott & G.W.Carr[6]

## Galeria

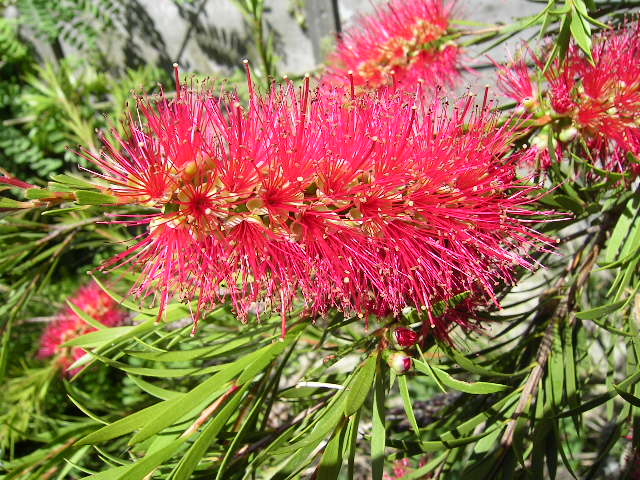
Callistemon citrinus
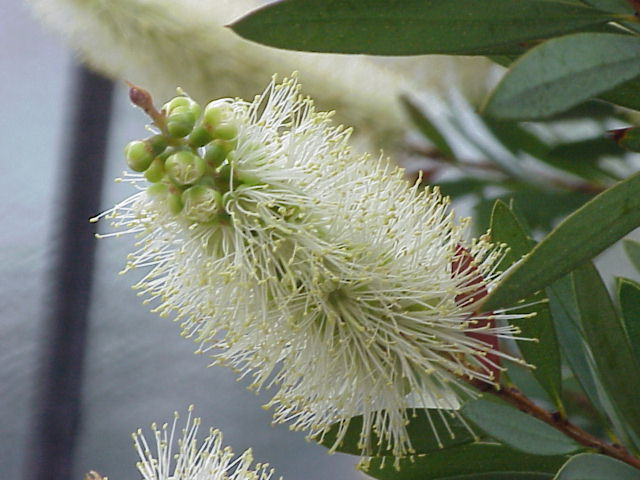
Callistemon pallidus
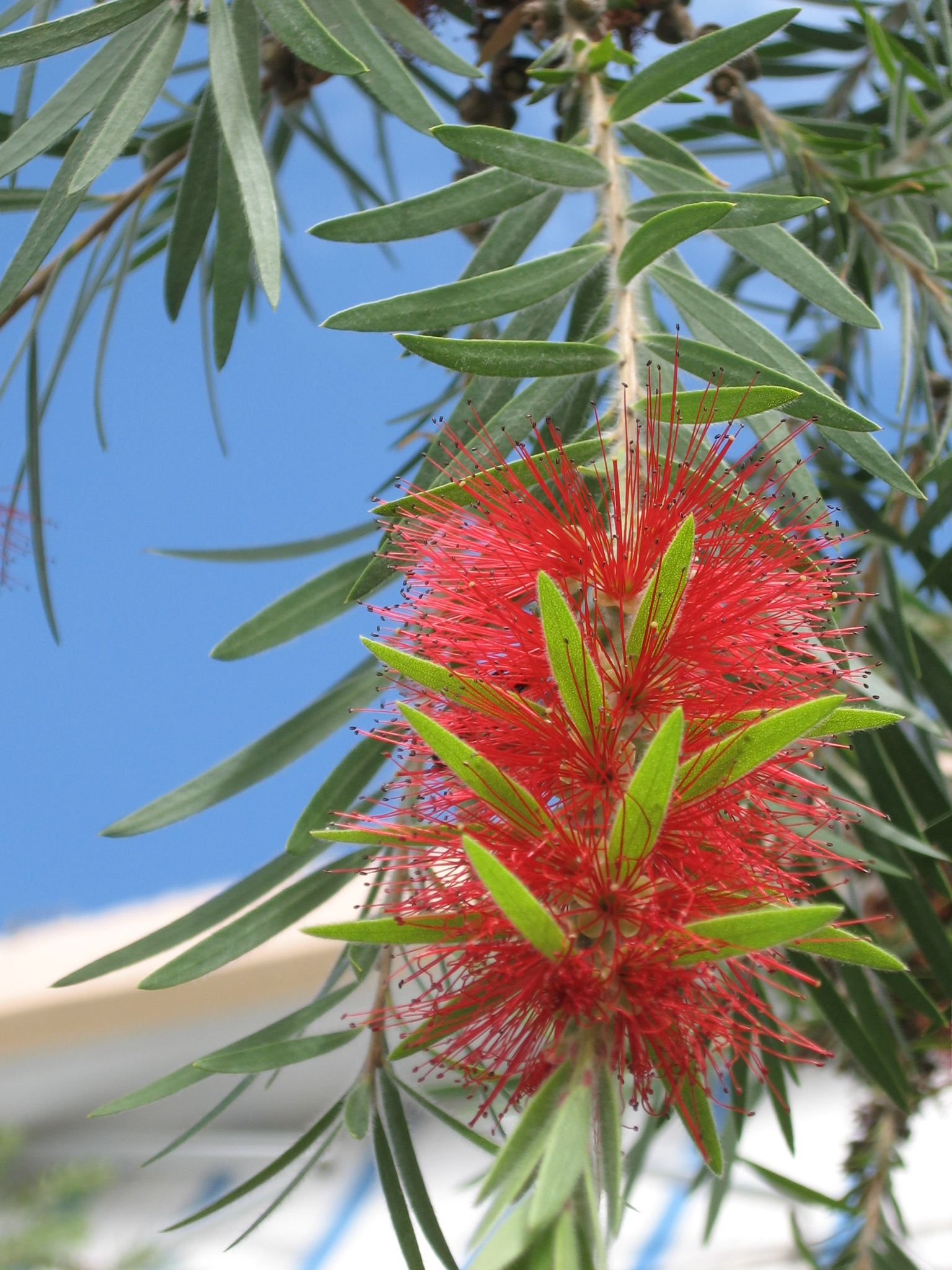
Callistemon viminalis
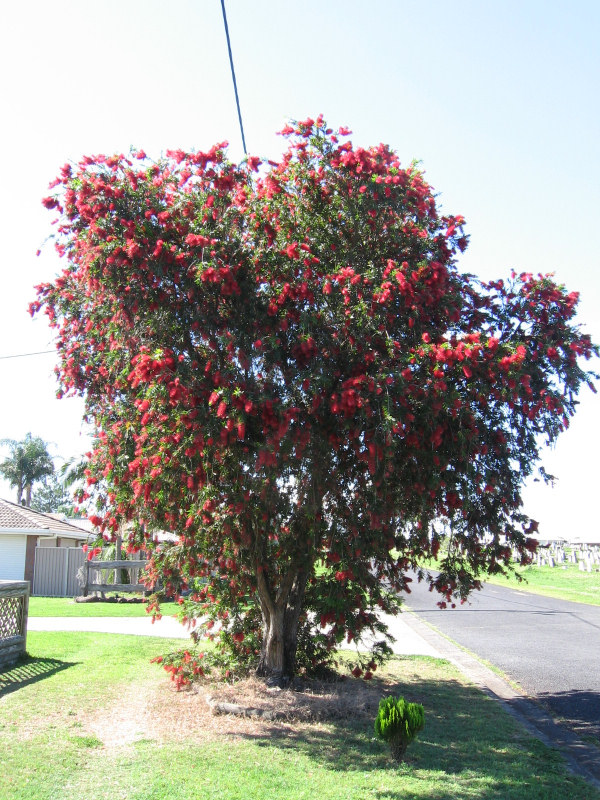
Callistemon viminalis